# Szíria az 1984. évi nyári olimpiai játékokon
Szíria az egyesült államokbeli Los Angelesben megrendezett 1984. évi nyári olimpiai játékok egyik részt vevő nemzete volt. Az országot az olimpián 5 sportágban 9 sportoló képviselte, akik összesen 1 érmet szereztek. Szíria első érmét szerezte az olimpiai játékok történetében.

## Érmesek
| Érem  | Versenyző     | Sportág  | Versenyszám         |
| ----- | ------------- | -------- | ------------------- |
| Ezüst | Joseph Atiyeh | Birkózás | Szabadfogás, 100 kg |

## Birkózás
Kötöttfogású
| Versenyző              | Versenyszám | Vigaszágas kiesés | Vigaszágas kiesés | 5. helyért                    | Bronz- mérkőzés   | Döntő             | Helyezés |
| Versenyző              | Versenyszám | Ellenfél Eredmény | Hely.             | Ellenfél Eredmény             | Ellenfél Eredmény | Ellenfél Eredmény | Helyezés |
| ---------------------- | ----------- | --- | ----------------- | ----------------------------- | ----------------- | ----------------- | -------- |
| Mohamed Moutei Nakdali | 68 kg       | B csoport · Boris Goldstein (ARG) · 12–0 · Shaban Ibrahim (EGY) · kétvállas · Tapio Sipilä (FIN) · 0–12 · Jim Martinez (USA) · 7–9 | 3.                | Dietmar Streitler (AUT) · 4–8 |                   |                   | 6.       |

Szabadfogású
| Versenyző     | Versenyszám | Vigaszágas kiesés | Vigaszágas kiesés | 5. helyért        | Bronz- mérkőzés   | Döntő                        | Helyezés    |
| Versenyző     | Versenyszám | Ellenfél Eredmény | Hely.             | Ellenfél Eredmény | Ellenfél Eredmény | Ellenfél Eredmény            | Helyezés    |
| ------------- | ----------- | --- | ----------------- | ----------------- | ----------------- | ---------------------------- | ----------- |
| Mohamed Zayar | 74 kg       | B csoport · Houkreo Bambe (CMR) · passzivitás · Rajinder Singh (IND) · 3–4 | 9.                | kiesett           | kiesett           | kiesett                      | helyezetlen |
| Joseph Atiyeh | 100 kg      | A csoport · Vasile Puşcaşu (ROU) · kétvállas · Kartar Dhillon Singh (IND) · kétvállas · Georgios Poikilidis (GRE) · feladta (sérülés) · Döntő · Vasile Puşcaşu (ROU) · kétvállas · Georgios Poikilidis (GRE) · feladta (sérülés) | 1.                |                   |                   | Lou Banach (USA) · kétvállas |             |

## Műugrás
Férfi
| Versenyző         | Versenyszám        | Selejtező | Selejtező | Döntő   | Döntő    |
| Versenyző         | Versenyszám        | Pont      | Helyezés  | Pont    | Helyezés |
| ----------------- | ------------------ | --------- | --------- | ------- | -------- |
| Alaeddin Soueidan | Egyéni toronyugrás | 317,88    | 25.       | kiesett | kiesett  |

## Ökölvívás
RSC – a mérkőzésvezető megállította a mérkőzést
| Versenyző            | Versenyszám | Selejtező         | 32-es főtábla                 | Nyolcaddöntő      | Negyeddöntő       | Elődöntő          | Döntő             | Helyezés |
| Versenyző            | Versenyszám | Ellenfél Eredmény | Ellenfél Eredmény             | Ellenfél Eredmény | Ellenfél Eredmény | Ellenfél Eredmény | Ellenfél Eredmény | Helyezés |
| -------------------- | ----------- | ----------------- | ----------------------------- | ----------------- | ----------------- | ----------------- | ----------------- | -------- |
| Mohamed Ali El-Dahan | Váltósúly   | erőnyerő          | Alexander Künzler (FRG) · 0:5 | kiesett           | kiesett           | kiesett           | kiesett           | 17.      |
| Naasan Ajjoub        | Nehézsúly   |                   | Kaliq Singh (IND) · 0:5       | kiesett           | kiesett           | kiesett           | kiesett           | 17.      |

## Sportlövészet
Nyílt
| Versenyző      | Versenyszám | Pont | Helyezés |
| -------------- | ----------- | ---- | -------- |
| Mohamed Ragheb | Skeet       | 185  | 38.      |

## Súlyemelés
| Versenyző      | Versenyszám | Szakítás | Szakítás | Lökés    | Lökés    | Összesen | Helyezés |
| Versenyző      | Versenyszám | Eredmény | Helyezés | Eredmény | Helyezés | Összesen | Helyezés |
| -------------- | ----------- | -------- | -------- | -------- | -------- | -------- | -------- |
| Salem Ajjoub   | 90 kg       | 135,0    | 23.      | 180,0    | 16.      | 315,0    | 20.      |
| Abuaihuda Ozon | 110 kg      | 145,0    | 11.      | 170,0    | 11.      | 315,0    | 10.      |